# Karl Mollweide
Karl Mollweide (alemany: Carl Brandan Mollweide)  (Wolfenbüttel, 3 de febrer de 1774 - Leipzig, 10 de març de 1825) fou un matemàtic i astrònom alemany, professor a Halle i Leipzig.
Mollweide va néixer a uns deu quilòmetres al sud de Brunsvic i quan feia els estudis secundaris allà, va destacar en matemàtiques. Per això va anar a estudiar a la universitat de Helmstedt en la que es va graduar el 1796. Després d'un cirs fent de professor a Helmstedt, va retornar a la seva vila natal, per recuperar la seva salut, probablement afectada per una depressió.
El 1800 va tornar a la docència a la universitat de Halle i el 1811 va passar a la universitat de Leipzig. Mentre era a Leipzig, va ser professor de Moebius a qui va influir de forma notable. Va morir en aquesta darrera ciutat el 1825.
Dues son les aportacions més importants de Mollweide:
1. En trigonometria, descobrí les fórmules conegudes com a fórmula de Mollweide,[3] (1805) que no son importants en si mateixes, però tenen la virtut de simplificar notablement els càlculs dels triangles[4]
2. En cartografia, inventà una projecció cartogràfica anomenada projecció de Mollweide (1808), que te la virtut de preservar les proporcions de les superfícies (també anomenada projecció el·líptica homologràfica).[5]